# Asticta pallida
Asticta pallida là một loài bướm đêm trong họ Erebidae.